# Zhuyin
Zhuyin oder voll Zhuyin Fuhao (chinesisch 注音符號 / 注音符号, Pinyin Zhùyīn Fúhào, Zhuyin ㄓㄨˋ ㄧㄣ ㄈㄨˊ ㄏㄠˋ, auch Phonetische Mandarin-Symbole I) ist eine nichtlateinische, phonetische Transkription für die Mandarin-Aussprache der Han-Schriftzeichen. Nach den Lauten der ersten vier Zeichen des Systems ㄅㄆㄇㄈ (bo po mo fo) wird sie auch Bopomofo genannt. Auf der Grundlage der Phonetischen Mandarin-Symbole wurden Taiwanische Phonetische Symbole entwickelt, die hauptsächlich für das taiwanische Hokkien und Hakka benutzt werden.

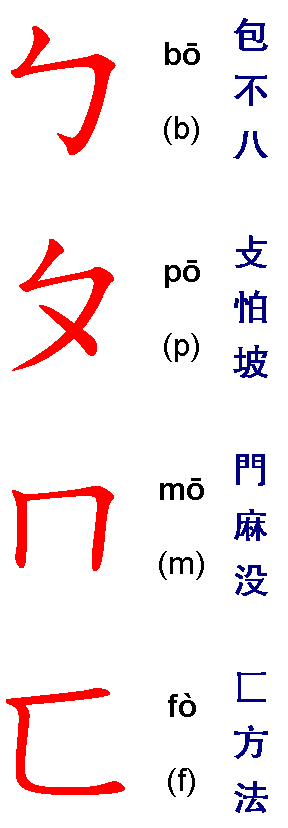
Die ersten vier Zeichen „bo, po, mo, fo“ mit Lautwert (schwarz) und Beispielen (blau)

## Geschichte
Zhuyin Fuhao wurde während der ersten Nationalen Konferenz zur Vereinheitlichung der Aussprache 1913 als Umschrift der dort ebenfalls festgelegten „Nationalsprache“ 國語,  Guóyǔ beschlossen, die heute noch so auf Taiwan genannt wird und der volksrepublikanischen Standardsprache 普通話,  Pǔtōnghuà in etwa entspricht.
Die Idee, eine nichtlateinische Notation für die Mandarin-Sprache zu entwickeln, entsprang ursprünglich dem Philologen Zhang Binglin, der eine Art phonetisches Alphabet aus 15 Zeichen auf Grundlage der Orakelknochenzeichen entwickelt hatte und es 記音字母,  Jìyīn Zìmǔ („Lautnotationsalphabet“) nannte. Die Zeichen von Zhang Binglin wurden als Grundlage genommen und durch weitere Zeichen erweitert. Die fertige Umschrift wurde bei Konferenzende zunächst als 注音字母,  Zhùyīn Zìmǔ („phonetisches Alphabet“) verabschiedet, 1930 jedoch in 注音符號,  Zhùyīn Fúhào („phonetische Symbole“) umgetauft.
Von 1919 bis 1958 war sie in ganz China als Umschrift in Gebrauch, bevor sie durch die Einführung des lateinschriftbasierten Hanyu Pinyin verdrängt wurde; auf Taiwan hingegen ist sie bis heute weit verbreitet. Einige Weiterentwicklungen (Bopomofo Extended) ermöglichen auch die Umschrift anderer auf Taiwan gesprochener Sprachen, beispielsweise von Hakka und Min Nan.
Auf Taiwan wird Zhuyin offiziell auch als MPS I (MPS1) bezeichnet, was eine Abkürzung für „Mandarin Phonetic Symbols I“ ist (國語注音符號第一式,  Guóyǔ Zhùyīn Fúhào dì yī shì). Es erhielt diese Bezeichnung, als die taiwanesischen Behörden eine eigene lateinische Umschrift durchzusetzen versuchten, welche die Bezeichnung MPS II (MPS2) erhielt.

## Verwendung
In Kinderbüchern aus Taiwan wird oft jedes Han-Schriftzeichen zur Aussprachehilfe mit Zhuyin annotiert. Ähnlich wie die japanischen Ruby-Annotationen mit Furigana steht die Annotation bei vertikaler Zeilenausrichtung rechts von den Schriftzeichen und bei horizontaler Ausrichtung darüber. Zum Zweck der Aussprachehilfe wurde das Alphabet auch ursprünglich entwickelt; als Vorbilder dienten dabei dem Prinzip nach (jedoch nicht dem Aussehen der einzelnen Zeichen nach) die koreanische Hangeul-Schrift und die japanischen Silbenschriften Hiragana und Katakana. Eine Lateinschrift zu diesem Zweck wurde damals abgelehnt, um die asiatische Identität und die Unabhängigkeit Chinas vom Westen zu betonen.
Auch in Einblendungen von Filmtiteln kann man Zhuyin finden. Einsprachige Wörterbücher aus Taiwan bieten oftmals eine Tabelle, in der man nach Zhuyin geordnet Vokabeln suchen kann; auch sind die Einträge in dieser Reihenfolge sortiert (im Gegensatz zu der quasi-alphabetischen Anordnung von Wörterbüchern, die Pinyin benutzen). Auch wird in taiwanischen Museen, bei Erklärungen etwa zu Bäumen und Pflanzen oder in Fachzeitschriften seltene oder sehr alte und damit größtenteils unbekannte Schriftzeichen auf diese Weise die Aussprache erläutert.
Neben dem Schriftzeichen stehen dann verkleinerte Zhuyin-Zeichen, die zwischen ein bis drei Zeichen pro Schriftzeichen umfassen können.

### Beispiel
Beim Wort 瓶子,  píngzi – „Flasche“ werden bei einer Schreibrichtung von oben nach unten die Zhuyin-Zeichen rechts neben die Schriftzeichen geschrieben und bei einer Schreibrichtung von links nach rechts darüber. Die Tonzeichen (also für den 2., 3. und 4. Ton) werden bei der waagerechten Schreibung immer rechts oberhalb vom abschließenden Zeichen der Silbe platziert, bei der senkrechten Schreibung hingegen rechts neben das letzte Zeichen. Silben mit einem neutralen Ton werden mit einem Punkt markiert, der im Gegensatz zu den anderen Tonzeichen immer in Schreibrichtung noch vor dem Silbenanfang steht:
| 瓶 | ㄆ ㄧ ㄥˊ |
| 子 | ˙ ㄗ      |

| ㄆㄧㄥˊ | ˙ㄗ |
| 瓶      | 子  |

## Zhuyin-Zeichen und ihre Aussprache
Das System verwendet Symbole für die 37 Laute von Mandarin. Zusammen mit den vier Tonzeichen kommt es also auf 41 Zeichen. Die Zeichen werden nach gemeinsamen phonetischen Merkmalen angeordnet (s. „Gruppe“ in der nachfolgenden Tabelle). Die Aussprache eines Schriftzeichens kann mit mindestens einem, höchstens vier Zhuyin-Zeichen angegeben werden. Diese unterteilen sich in die Kategorien Anlaut (hier Konsonanten), Inlaut (Halbvokale oder Vokale; in Pinyin mal als Anlaut, mal als Teil des Auslauts verstanden), Auslaut (einfache Vokale, Diphthonge, Vokale mit nasalem Endkonsonant) und Ton unterteilt.

### Anlaute
| Gruppe        | Zhuyin | Pinyin | IPA   | Aussprache                                                                 | Herkunft |
| ------------- | ------ | ------ | ----- | -------------------------------------------------------------------------- | --- |
| Labiale       | ㄅ     | b      | [p]   | stimmloses b bzw. unbehauchtes p wie in abbeißen                           | Vom altertümlichen Zeichen 勹, dessen heutige Form 包 bāo „einwickeln“ es noch als oberes Element beherbergt.            |
| Labiale       | ㄆ     | p      | [pʰ]  | behauchtes p wie im Deutschen                                              | Vom Radikal 攵, das vom Zeichen 攴 pū „Trommel“ stammt.                                                                  |
| Labiale       | ㄇ     | m      | [m]   | wie im Deutschen                                                           | Vom altertümlichen Zeichen 冂, das dem heutigen Radikal 冖 mì „Deckel“ entspricht.                                       |
| Labiale       | ㄈ     | f      | [f]   | wie im Deutschen                                                           | Vom Radikal 匚 fāng „Schachtel“.                                                                                         |
| Dentale       | ㄉ     | d      | [t]   | stimmloses d bzw. unbehauchtes t wie in Zeltdach                           | An die kleinsiegelschriftliche Form von 刀 dāo „Messer“ angelehnt.                                                       |
| Dentale       | ㄊ     | t      | [tʰ]  | behauchtes t wie im Deutschen                                              | Dem oberen Teil von 突 tū „plötzlich“ entnommen.                                                                         |
| Dentale       | ㄋ     | n      | [n]   | wie im Deutschen                                                           | Von der altertümlichen Variante von 乃 nǎi „dann“.                                                                       |
| Dentale       | ㄌ     | l      | [l]   | wie im Deutschen                                                           | Von der altertümlichen Variante von 力 lì „Kraft“.                                                                       |
| Velare        | ㄍ     | g      | [k]   | stimmloses g bzw. unbehauchtes k wie in Stückgut                           | Von einem heute nicht mehr verwendeten Zeichen für „Fluss“, 巜 guì.                                                      |
| Velare        | ㄎ     | k      | [kʰ]  | behauchtes k wie im Hochdeutschen                                          | Vom altertümlichen Zeichen 丂, das dem heutigen 考 kǎo „Prüfung“ entspricht.                                             |
| Velare        | ㄏ     | h      | [χ]   | wie in lachen                                                              | Entspricht dem Radikal 厂 hàn.                                                                                           |
| Alveopalatale | ㄐ     | j      | [tɕ]  | ähnlich wie in Mädchen, aber viel weicher; polnisch u. kroatisch ć         | Von der altertümlichen Form 丩, die heute 糾 jiū „wickeln“ geschrieben wird.                                             |
| Alveopalatale | ㄑ     | q      | [tɕʰ] | ähnlich wie in Mädchen, aber stark behaucht                                | Vom altertümlichen Zeichen ㄑ quǎn, das Ursprung für 巛 chuān „Fluss“ (heutige Schreibform ist 川) gewesen ist.          |
| Alveopalatale | ㄒ     | x      | [ɕ]   | zwischen ch in ich und ß in weiß; polnisch ś                               | Von 丅, der früheren Form von 下 xià „unten“.                                                                            |
| Retroflexe    | ㄓ     | zh     | [ʈʂ]  | ähnlich wie in Tscheche, aber retroflex (mit zurückgebogener Zungenspitze) | Von 㞢, einer älteren Form von 之 zhī, einer klassischen Satzpartikel.                                                   |
| Retroflexe    | ㄔ     | ch     | [ʈʂʰ] | wie zh, aber behaucht, wie in Deutschhof                                   | Entspricht dem Zeichen und Radikal 彳 chì „Schritt“.                                                                     |
| Retroflexe    | ㄕ     | sh     | [ʂ]   | ähnlich wie deutsches sch, aber retroflex                                  | Vom Zeichen 尸 shī „Leichnam“.                                                                                           |
| Retroflexe    | ㄖ     | r      | [ʐ]   | ähnlich wie französisches j (bonjour), aber retroflex                      | Vom Zeichen 日 rì „Sonne“.                                                                                               |
| Alveolare     | ㄗ     | z      | [ts]  | wie in Landsmann                                                           | Von der altertümlichen Schreibvariante für 節 jié „Abschnitt“, die in der vereinfachten Entsprechung 节 wiederauftaucht. |
| Alveolare     | ㄘ     | c      | [tsʰ] | wie in Platzhirsch                                                         | Von der altertümlichen Schreibvariante für 七 qī „sieben“.                                                               |
| Alveolare     | ㄙ     | s      | [s]   | wie in weiß                                                                | Vom altertümlichen Zeichen 厶 sī „privat“, das heute 私 geschrieben wird.                                                |

### Inlaute und Auslaute
Bei den Inlauten i, u und ü ändert sich in Pinyin je nach Positionierung die jeweilige Schreibung: Als Anlaute schreibt man sie y-, w-, yu-; zwischen An- und Auslaut -i-, -u-, -u-; und als Auslaute -i, -u, -u bzw. -ü nach n und l. Stehen sie allein, werden sie als yi, wu, yu wiedergegeben. In Zhuyin bleiben die Zeichen unverändert ㄧ, ㄨ, ㄩ.
| Gruppe                     | Zhuyin      | Pinyin             | IPA | Aussprache | Herkunft |
| Vokale                     | Vokale      | Vokale             | Vokale                                                                                                 | Vokale | Vokale |
| -------------------------- | ----------- | ------------------ | --- | --- | --- |
| Inlaute                    | ㄧ          | y-, -i-            | [i̯] | wie in jemand                                                                                                  | Von 一 yī „eins“. |
| Inlaute                    | ㄧ          | yi, -i             | [i] | wie in nie | Von 一 yī „eins“. |
| Inlaute                    | ㄨ          | w-, -u-            | [u̯] | flüchtiges u wie in engl. water                                                                                | Nach einer früheren Variante von 五 wǔ „fünf“.                                                                                             |
| Inlaute                    | ㄨ          | wu, -u             | [u] | wie in Buch | Nach einer früheren Variante von 五 wǔ „fünf“.                                                                                             |
| Inlaute                    | ㄩ          | yu-, -u-           | [y̆] | flüchtiges ü wie in frz. huille                                                                                | Von 凵 qū „Leere, Behältnis“, das heute noch als Radikal gebraucht wird.                                                                   |
| Inlaute                    | ㄩ          | yu, -u, -ü         | [y] | wie in über | Von 凵 qū „Leere, Behältnis“, das heute noch als Radikal gebraucht wird.                                                                   |
| Einfache Vokale            | ㄚ          | a                  | [ɑ] | wie in war | Von 丫 yā „Astgabel“. |
| Einfache Vokale            | ㄛ          | o                  | [ɔ], [u̯ɔ]                                                                                              | alleinstehend wie in doch, nach b, p, m und f eher wie bei uo (siehe dort)                                     | Die Spiegelung von 丂 gehinderter Atem, die hē ausrufen bedeutete, und vereinfacht als Klangelement im Zeichen 可 kě noch vorzufinden ist. |
| Einfache Vokale            | ㄜ          | e                  | [ɤ] | Wird fast wie in Bitte gesprochen, jedoch mit zurückgebogener Zunge und im mittleren Mundraum (Hörbeispiel ▶ⓘ) | War ursprünglich ein Zeichen mit ㄛ，wurde dann aber als eigenständiger Lautwert anerkannt und das Zeichen weiterentwickelt.               |
| Einfache Vokale            | ㄝ          | ê                  | [ɛ] | wie in Bär. ㄝ steht nie für sich allein, taucht aber in Vokalgruppen auf.                                     | Von einer Variante von 也 yě, einer finalen Satzpartikel im klassischen Chinesisch.                                                        |
| Einfache Vokale            | ㄦ          | er, -r             | [əɻ]                                                                                                   | wie Englisch hurt in amerikanischer Aussprache                                                                 | Von der Kursivform des Zeichens 兒 ér „Kind“, die heute wieder als Kurzzeichen 儿 benutzt wird.                                            |
| Diphthonge                 | ㄞ          | ai                 | [aɪ̯]                                                                                                   | wie in Mai | Frühere Variante von 亥 hái dem „Zwölften Erdzweig“.                                                                                       |
| Diphthonge                 | ㄟ          | ei                 | [ɛɪ̯]                                                                                                   | wie in Englisch day                                                                                            | Von 乁 yí, einer früheren Variante von 移 yí „sich bewegen“.                                                                               |
| Diphthonge                 | ㄠ          | ao                 | [ɑo̯]                                                                                                   | ähnlich wie in Haus, das u wird ganz schwach artikuliert und tendiert zu o                                     | Von 幺 yāo „eins“. |
| Diphthonge                 | ㄡ          | ou                 | [ɔʊ̯]                                                                                                   | offenes o wie in doch, gefolgt von unsilbischem u                                                              | Von 又 yòu „wieder“, ursprünglich das Piktogramm einer rechten Hand.                                                                       |
| Nasalvokale                | ㄢ          | an                 | [an], [ɛn]                                                                                             | wie in wann, nach ㄧ (y)i und ㄩ (y)ü wie denn.                                                                | Vom nicht mehr verwendeten Zeichen ㄢ hàn „blühen“.                                                                                        |
| Nasalvokale                | ㄣ          | en, -n             | [ən], [n]                                                                                              | wie in machen                                                                                                  | Von der kleinsiegelschriftlichen From 乚 yǐn „verstecken“ abgeleitet, heute 隱 geschrieben.                                                |
| Nasalvokale                | ㄤ          | ang                | [ɑŋ]                                                                                                   | wie in Angst                                                                                                   | Von 尢 wāng, einer früheren Variante von 尪.                                                                                               |
| Nasalvokale                | ㄥ          | eng, -ng           | [əŋ], [ŋ]                                                                                              | offenes o wie in doch, aber ohne Lippenrundung, gefolgt von ng                                                 | Von 厶, einer nicht mehr gebrauchten Variante von 厷 gōng.                                                                                 |
| Kombinationen              |             |                    | | | |
| Kombinationen auf ㄧ y(i)- |             |                    | | | |
| ㄧㄚ                       | ya, -ia     | [i̯a]               | wie in Sambia                                                                                          | | |
| ㄧㄛ                       | yo          | [i̯ɔ]               | wie in Joch                                                                                            | | |
| ㄧㄝ                       | ye, -ie     | [i̯ɛ]               | wie in Englisch yes                                                                                    | | |
| ㄧㄠ                       | yao, -iao   | [i̯ɑo̯]              | wie in miauen, das u tendiert zu o                                                                     | | |
| ㄧㄡ                       | you, -iu    | [i̯oʊ̯]              | wie in Yoga mit Andeutung eines u                                                                      | | |
| ㄧㄢ                       | yan, -ian   | [i̯ɛn]              | wie in Ambiente                                                                                        | | |
| ㄧㄣ                       | yin, -in    | [in]               | wie in bin, aber mit geschlossenem i wie in nie                                                        | | |
| ㄧㄤ                       | yang, -iang | [i̯ɑŋ]              | wie in Italienisch bianca                                                                              | | |
| ㄧㄥ                       | ying, -ing  | [iŋ]               | wie in Ding, aber mit geschlossenem i wie in nie                                                       | | |
| Kombinationen auf ㄨ w(u)- |             |                    | | | |
| ㄨㄚ                       | wa, -ua     | [u̯ɑ]               | wie in Ruanda                                                                                          | | |
| ㄨㄛ                       | wo, -uo     | [u̯ɔ]               | wie in Englisch water                                                                                  | | |
| ㄨㄞ                       | wai, -uai   | [u̯aɪ̯]              | wie in Englisch wife                                                                                   | | |
| ㄨㄟ                       | wei, -ui    | [u̯ɛɪ̯]              | wie Englisch way                                                                                       | | |
| ㄨㄢ                       | wan, -uan   | [u̯an]              | wie in Assuan                                                                                          | | |
| ㄨㄣ                       | wen, -un    | [u̯ən]              | wie in Individuen                                                                                      | | |
| ㄨㄤ                       | wang, -uang | [u̯ɑŋ]              | wie bei ㄤ, dem ein unsilbisches u vorausgeht                                                          | | |
| ㄨㄥ                       | weng, -ong  | [u̯əŋ], [ʊŋ]        | als alleinstehende Silbe wie bei ㄥ, dem ein unsilbisches u vorausgeht. In Kombinationen wie in Hunger | | |
| Kombinationen auf ㄩ y(u)- |             |                    | | | |
| ㄩㄝ                       | yue, -üe    | [y̆ɛ]               | wie bei ㄧㄝ aber mit ü wie in über statt mit i beginnend                                              | | |
| ㄩㄢ                       | yuan, -uan  | [y̆ɛn]              | Aussprache wie bei ㄧㄢ aber mit ü wie in über statt mit i beginnend                                   | | |
| ㄩㄣ                       | yun, -un    | [yn]               | wie in Französisch lune                                                                                | | |
| ㄩㄥ                       | yong, -iong | [i̯ʊŋ], nicht *[yŋ] | wie jung                                                                                               | | |

### Tonzeichen
| Zhuyin | Pinyin | IPA | Beschreibung                  |
| ------ | ------ | --- | ----------------------------- |
| ㄛ     | ō      | [ɔ́] | Hohe, gleichbleibende Tonlage |
| ㄛ´    | ó      | [ɔ̌] | Steigender Ton                |
| ㄛˇ    | ǒ      | [ɔ᷉] | Abfallend-ansteigender Ton    |
| ㄛ`    | ò      | [ɔ̂] | Fallender Ton                 |
| ·ㄛ    | o      | [ɔ] | Neutraler, „unbetonter“ Ton   |

## Besonderheiten im Vergleich zu Pinyin
Zhuyin ist im Allgemeinen, besonders bei den Vokalen, regelmäßiger als Pinyin, weist aber trotzdem einige Unregelmäßigkeiten und Besonderheiten auf. Im Großen und Ganzen lässt sich aber besser auf die tatsächliche Aussprache schließen als in Pinyin. Ein weiterer Vorteil ist, dass der Lernende nicht seine muttersprachlichen Aussprachegewohnheiten auf die Schrift zu übertragen versucht und dadurch vieles unbeabsichtigt falsch ausspricht.

### Anlaute
- Die Anlaute ㄓ zh, ㄔ ch, ㄕ sh, ㄖ r, ㄗ z, ㄘ c und ㄙ s können alleine auftreten, zum Beispiel bei 師: ㄕ. Dabei wird der Auslaut silbisch ausgesprochen, bei ㄓ zh, ㄔ ch, ㄕ sh, ㄖ r klingt es fast so, als würde ein englisches r hinten angehängt werden (water), bei ㄗ z, ㄘ c und ㄙ s wird ein [ɨ] ausgesprochen. In Pinyin würde das Beispiel als shī notiert werden. Dies ist aber irreführend, da kein [i] ausgesprochen wird. Ursprünglich war für diesen silbischen Auslaut in Zhuyin das Zeichen  vorgesehen, dann wurde es bei der Umsetzung jedoch fallengelassen.
- Die Anlaute ㄐ j, ㄑ q und ㄒ x können dagegen in der Kombination ㄐㄧ jī, ㄑㄧ qī bzw. ㄒㄧ xī auftreten, wenn ein [i] gesprochen werden soll. Eine silbische Aussprache ist bei diesen Anlauten nicht möglich.
- Falls ㄧ yi, ㄨ wu oder ㄩ yu ein Vokal folgt (vergleiche zum Beispiel ㄧㄥ ying, ㄨㄢ wan, ㄧㄤ yang, ㄩㄣ yun, ㄨㄥ weng) wird er nicht voll ausgesprochen, sondern zu halbvokalen Anlauten verschliffen. Im Deutschen kommt das etwa der Verwandlung von i (niemand) zu j (jemand) nahe. Im Pinyin werden die Halbvokale mit y-, w-, yu- (als Anlaut) oder -i-, -u-, -u-/-ü- (als Inlaut) geschrieben, während sie als Vollvokale mit yi, wu, yu (alleinstehend) oder -i, -u, -u/-ü (als Auslaut) wiedergegeben werden. In Zhuyin werden alle mit demselben Zeichen geschrieben, d. h. die Unterscheidung zwischen Halb- und Vollvokal wird nicht gemacht.

### Vokale
- Das ü, welches bei Pinyin nur in den Kombinationen lü und nü geschrieben wird, obwohl es auch zum Beispiel bei xue und qu auftaucht, wird in Zhuyin grundsätzlich mit ㄩ geschrieben: ㄒㄩㄝ xüe, ㄑㄩ qü
- die Pinyin-Kombination yong bzw. -iong [i̯uŋ] wird unverhältnismäßig als ㄩㄥ, also ü-ng geschrieben: ㄒㄩㄥ xiōng [ɕi̯úŋ]. Dies liegt daran, dass Zhuyin wegen der strikten Silbenkategorien keine Kombination zwischen zwei Lauten aus derselben Gruppe wie ㄧ und ㄨ zulässt.
- Das Pinyin-o in der Kombination ong wird immer als ㄨ (u) geschrieben: ㄓㄨㄥ zhōng [ʈʂúŋ], zusammengesetzt zh-u-ng, was der tatsächlichen Aussprache entspricht.
- Pinyin unterscheidet nicht zwischen den beiden Aussprachen des e, Zhuyin dagegen schon: ㄜ [ə] und ㄝ [ɛ]. ㄝ tritt nur in Verbindungen mit Vokalen auf, ㄜ hingegen steht immer allein.
- Die im Pinyin verkürzten Vokalverbindungen -ui und -iu, die tatsächlich aber [u̯ɛi̯] und [i̯ɔu̯] ausgesprochen werden, werden in Zhuyin aussprachegetreu mit ㄨㄟ (wu-ei) und ㄧㄡ (yi-ou) wiedergegeben.

### Auslaute
Die Zeichen ㄣ (en) und ㄥ (eng) lassen nach 一 (i), ㄨ (u) und ㄩ (ü) den Vokal (e) fallen:
- ㄓㄥ (zhēng), aber
- ㄓㄨㄥ (zhung, in Pinyin zhōng geschrieben);
- ㄇㄣ (mēn), aber
- ㄇㄧㄣ (mīn);
- ㄔㄣ (chēn), aber
- ㄑㄩㄣ (qün, in Pinyin qūn geschrieben).

### Sonstiges
Im Gegensatz zu Pinyin wird der erste Ton nicht markiert. Dafür wird allerdings der neutrale (5.) Ton mit einem Punkt vor der Silbe versehen, zum Beispiel ˙ㄉㄜ (的,  de)

## Entstandardisierte Dialektzeichen
Vier früher gebrauchte Zeichen gehörten ursprünglich dem Standard an, wurden aber nachträglich entfernt. ㄪ, ㄫ und ㄬ werden allerdings noch für die Wiedergabe einiger chinesischer Dialekte gebraucht, weshalb sie im Unicodesatz stehen. Einigen Zhuyin-Schriftsätzen fehlen sie möglicherweise, ein Blick in den Unicodesatz in der oben stehenden Infobox ist in diesem Fall empfehlenswert.
| Zhuyin | Pinyin | IPA | Aussprache | Herkunft                                                                                   |
| ------ | ------ | --- | --- | ------------------------------------------------------------------------------------------ |
| ㄪ     | v      | [v] | wie v in Vase | Kursive Form des Zeichens 萬 wǎn „Zehntausend“, entspricht der heutigen Kurzzeichenversion |
| ㄫ     | ng     | [ŋ] | wie ng in sang |                                                                                            |
| ㄬ     | ny     | [ɲ] | wie ñ in span. el niño (el Niño) [el ˈniɲo] |                                                                                            |
|        | -i     | [ɨ] | Steht für den silbischen Vokal in ㄓ zh, ㄔ ch, ㄕ sh, ㄖ r, ㄗ z, ㄘ c und ㄙ s, der allerdings in der heutigen Umschrift einfach weggelassen wird. | Womöglich von 帀, als Verdrehung von ㄓ zh.                                                |

## Erweitertes Bopomofo für Minnanhua
Um Bopomofo für weitere auf Taiwan gesprochene Sprachen auszuweiten, wurden weitere Zeichen hinzugefügt. Diese befinden sich im Unicode-Satz im Block Bopomofo-Erweiterung. Die folgende Tabelle erläutert kurz die Sonderzeichen für den Minnan-Dialekt, der neben dem südchinesischen Festland auch auf Taiwan verbreitet ist. Darin befinden sich Anlautkonsonanten, Nasalvokale und Töne, die das Hochchinesische nicht kennt.
| Zhuyin | Bbínpīn | IPA  |
| ------ | ------- | ---- |
| ㆠ     | bb      | [b]  |
| ㆣ     | gg      | [g]  |
| ㆢ     | zzi     | [ʑ]  |
| ㆡ     | zz      | [dz] |
| ㆬ     | m       | [ṃ]  |
| ㆭ     | ggn     | [ŋ̩]  |

| Einfache Auslaute | Einfache Auslaute | Einfache Auslaute |    | Nasale Entsprechung | Nasale Entsprechung | Nasale Entsprechung |
| Zhuyin            | Bbínpīn           | IPA               |    | Zhuyin              | Bbínpīn             | IPA                 |
| ㄚ                | a                 | [a]               | ㆩ | na                  | [ã]                 |                     |
| ㆤ                | e                 | [e]               | ㆥ | ne                  | [ẽ]                 |                     |
| ㆦ                | oo                | [ɔ]               | ㆧ | noo                 | [ɔ̃]                 |                     |
| ㄧ                | i                 | [i]               | ㆪ | ni                  | [ĩ]                 |                     |
| ㄨ                | u                 | [u]               | ㆫ | nu                  | [ũ]                 |                     |
| ㄞ                | ai                | [aı]              | ㆮ | nai                 | [aĩ]                |                     |
| ㄠ                | ao                | [au]              | ㆯ | nao                 | [aũ]                |                     |

| Zhuyin | Bbínpīn | IPA   |
| ------ | ------- | ----- |
| ㆰ     | am      | [am]  |
| ㆱ     | oom     | [ɔm]  |
| ㆲ     | ong     | [ɔng] |
| ㆨ     | i       | [ɨ]   |

| Zhuyin | Bbínpīn | IPA    |
| ------ | ------- | ------ |
| ㄚ     | ā       | [a˥˥]  |
| ㄚˋ    | ă       | [a˥˧]  |
| ㄚᒻ    | à       | [a˨˩]  |
| ㄚㆴ   | āp      | [ap˩˩] |
| ㄚㆵ   | āt      | [at˩˩] |
| ㄚㆶ   | āk      | [ak˩˩] |
| ㄚㆷ   | āh      | [aʔ˩˩] |
| ㄚˊ    | á       | [a˧˥]  |
| ㄚ⊦    | â       | [a˧˧]  |
| ㄚㆴ̇   | áp      | [ap˥˥] |
| ㄚㆵ̇   | át      | [at˥˥] |
| ㄚㆶ̇   | ák      | [ak˥˥] |
| ㄚㆷ̇   | áh      | [aʔ˥˥] |

## Zhuyin als Eingabemethode
Zhuyin wird auch als Eingabemethode am Computer und bei Handys benutzt. Manche Systeme verlangen zwingend die Eingabe aller Elemente, andere sind dagegen weniger strikt.

Farbliche Schematisierung der Bopomofo-Tastaturbelegung

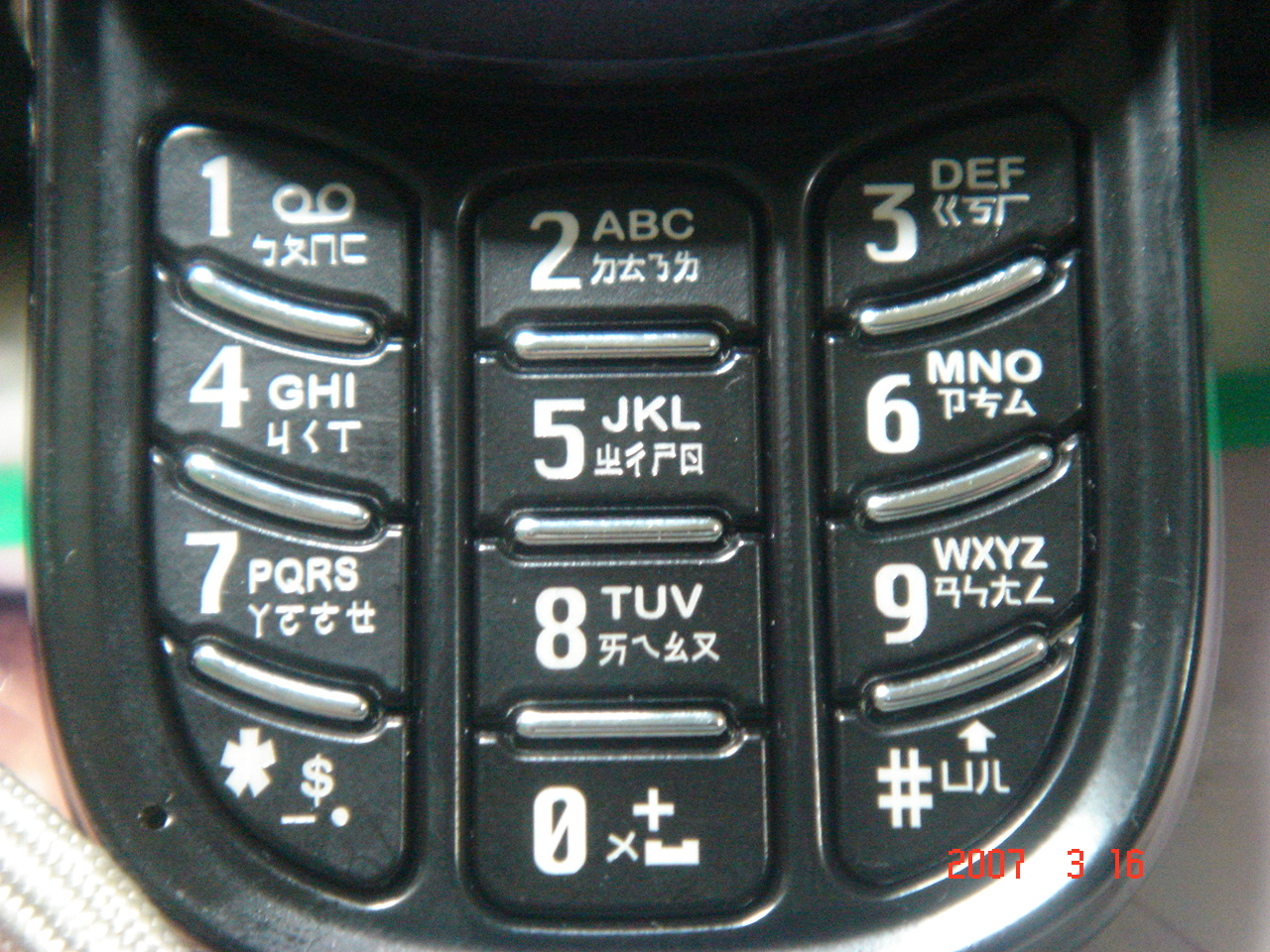
Tastenhandy mit Zhuyin-Eingabe

Die Eingabe funktioniert nach dem Sortierungsprinzip, bei dem höchstens vier Elemente auf einmal eingegeben werden können:
1. Konsonanten (Anlaute)
2. Gleitvokale (Inlaute, können je nach Konstellation auch zu An- oder Auslauten werden)
3. Vokale und Vokalverbindungen (Auslaute)
4. Ton

Nach Betätigen der Leertaste klappt ein Auswahlmenü auf, das eine Trefferliste mit passenden Schriftzeichen zeigt. Mit den Zahlen 1-0 kann das gesuchte Zeichen ausgewählt werden. Bei mehrsilbigen Wörtern können auch weitere Silben angehängt werden, was die Trefferquote erhöht:
| Pinyin | Anlaut | Anlaut | Inlaut | Inlaut | Auslaut | Auslaut | Ton | mögliche Zeichen |
| ------ | ------ | ------ | ------ | ------ | ------- | ------- | --- | ---------------- |
| bīng   | ㄅ     | b      | ㄧ     | (y)i   | ㄥ      | (e)ng   |     | 兵 冰 掤 栟 絣 … |
| xú     | ㄒ     | x      | ㄩ     | (y)ü   |         |         | ˊ   | 徐 余 鉏 俆 衺 … |
| dǎ     | ㄉ     | d      |        |        | ㄚ      | a       | ˇ   | 打               |
| zhuàng | ㄓ     | zh     | ㄨ     | (w)u   | ㄤ      | ang     | ˋ   | 狀 撞 壯 焋 戇 … |
| shi    | ㄕ     | sh     |        |        |         |         | ˙   | 匙               |
| yǎng   |        |        | ㄧ     | y(i)   | ㄤ      | ang     | ˇ   | 養 仰 痒 氧 鞅 … |
| wén    |        |        | ㄨ     | w(u)   | ㄣ      | en      | ˊ   | 文 聞 紋 蚊 玟 … |
| wù     |        |        | ㄨ     | wu     |         |         | ˋ   | 戊 勿 物 霧 誤 … |